# Агент (Матрица)
Агенты (англ. Agents) — персонажи в серии фильмов «Матрица». Специальные программы, призванные сохранять контроль над системой и устранять неавторизованные подключения.

## Описание
Обладают нечеловеческой реакцией, силой и скоростью, способны захватывать под свой контроль проекцию любого человека в Матрице (кроме отключённых от системы). Отслеживают реакции подключённых и возникают в их телах в случае неприятия происходящего (человек перелетает с одного здания на другое или бегает по стенам и т. д.), также могут вычислять, чья ментальная проекция находится ближе всего к цели. Кроме того, они могут отдавать приказы Охотникам — роботам в реальном мире.
Одеты на манер секретной службы США: строгий костюм, белая рубашка, чёрный галстук, блестящий зажим для галстука, чёрные очки и наушник внутренней связи. Агентам, появляющимся в фильме «Матрица», присвоены «фамилии» из списка самых распространённых фамилий США, что придаёт им безликости.

## Роль в Матрице
Так же как и бойцы человеческого Сопротивления (жители «Зеона»), агенты по сути являются суперпользователями компьютерной системы. Преимущество агентов перед людьми, видимо, объясняется тем, что они являются авторизованными суперпользователями. В фильмах не объясняется природа этого особого доступа агентов к системе — либо они, так же как и Нео и Морфеус, просто верят в возможность обходить некоторые правила; либо им даны системой какие-то полномочия.

## Известные агенты
Впервые появившиеся в фильме «Матрица»:
- Агент Смит / Смит (Smith) — главный из агентов, программа в пределах Матрицы и основной враг Нео. В конце первого фильма был уничтожен, а позже возрождён, но уже как компьютерный вирус, а не программа системы. Исполнитель роли Смита — Хьюго Уивинг.
- Агент Браун (Brown) — первая программа, помогающая Агенту Смиту. Он вместе с Агентом Джонсом является помощником Агента Смита. Исполнитель роли Агента Брауна — Пол Годдард.
- Агент Джонс (Jones) — вторая программа, помогающая Агенту Смиту. Исполнитель роли Агента Джонса — Роберт Тэйлор.

Впервые появившиеся в фильме «Матрица: Перезагрузка»:
- Агент Джонсон (Johnson) — он является лидером среди новой тройки усовершенствованных Агентов. Исполнитель роли Агента Джонсона — Дэниэл Бернхард.
- Агент Джексон (Jackson) — исполнитель роли Агента Джексона — Дэвид Килд.
- Агент Томпсон (Thompson) — исполнитель роли Агента Томпсона — Мэтт МакКольм.

Впервые появившийся в компьютерной игре «The Matrix: Path of Neo»:
- Агент Уайт (White) — программа, заменяющая Агента Смита в качестве лидера агентов.

Появились в фильме «Матрица: Воскрешение»:
- Агент Смит (Smith) — главный из агентов, программа в пределах Матрицы и основной враг Нео. Исполнитель роли Агента Смита — Джонатан Грофф.
- Агент Уайт (White) — исполнитель роли Агента Уайта — Амадей Уайланд.
- Агент Джонс (Jones) — исполнитель роли Агента Джонса — Стивен Данливи.
- Агент Джонсон (Johnson) — исполнитель роли Агента Джонсона — Дэниэл Бернхард (сцены с его участием не вошли в кинотеатральную версию фильма).[2]

Остальные:
- Агент Эш (Ash)
- Агент Бёрд (Bird)
- Агент Файн (Fine)
- Агент Грей (Gray)
- Агент Скиннер (Skinner)
- Агент Пейс (Pace)

## Озвучивание в игре
- Голосами агентов в игре The Matrix: Path of Neo являются:

1. Первоначальных — Кристофер Кори (Агент Смит); Майкл Гуф (Агент Браун); Джим Коннор (Агент Джонс); Джеймс Хоран (Агент Уайт)[3]
2. Модернизированных — Фрэд Татаскер (Агент Джонсон); Гидеон Эмери (Агент Джексон); Робин Аткин Даунс (Агент Томпсон)[3]
3. Бывших — Кристофер Кори (Смит); Гидеон Эмери (Бэйн)[3]

## Аниматрица
Агенты являются персонажами эпизодов «История одного ребенка», «Мировой рекорд» и «История детектива» аниме «Аниматрица».
В «Истории одного ребенка» голос велит главному герою Майклу убежать из здания. Посмотрев в окно, парень видит агентов, выходящих из машины. Они смотрят прямо на него. Увидев за дверью ещё одного, Майкл решает послушаться голоса и бежать со всех ног из школы.
В попытке оторваться от погони, Майкл проезжает на скейтборде по коридорам школы, везде натыкаясь на «агентов», перегораживающих ему дорогу. В последнем рывке он бросается в женский туалет, единственный выход из которого — окно третьего этажа. Майкл вылезает через него и забирается по трубе на крышу, где его уже поджидают те странные люди в костюмах. Бежать больше некуда. Картинка, привидевшаяся парню ночью, становится явью. Майкл верит в то, что виденное ночью было не сном, и прыгает вниз.
В «Мировом рекорде» Агенты, вселившиеся в спортсменов, пытались догнать спортсмена Дэна Дэвиса, но не смогли.
В «Истории детектива» за главным героем Эшем посланы «агенты». Отбиваясь от них, Эш сам чуть не превращается в одного из них